# Шварц, Мари Софи
Мари-Софи Шварц (урожденная Бирас) (Birath) (швед. Marie Sophie Schwartz; 4 июля 1819 года, Бурос — 7 мая 1894 года, Стокгольм) — шведская писательница. Одна из наиболее успешных писательниц конца XIX века в Швеции.

## Жизнь
Мари Софи Шварц была незаконнорожденной дочерью служанки Каролины Бирас (Carolina Birath) и, вероятно, её хозяина, купца Йохана Дэниэл Бромса (Johan Daniel Broms) из города Буроса. В официальной биографии значится, что её матерью была Альбертина Бьорк (Albertina Björk) и что отец умер до рождения дочери, оставив их в нищете. Девочку отдали в богатую приемную семью, которая обанкротилась после смерти приёмного отца.

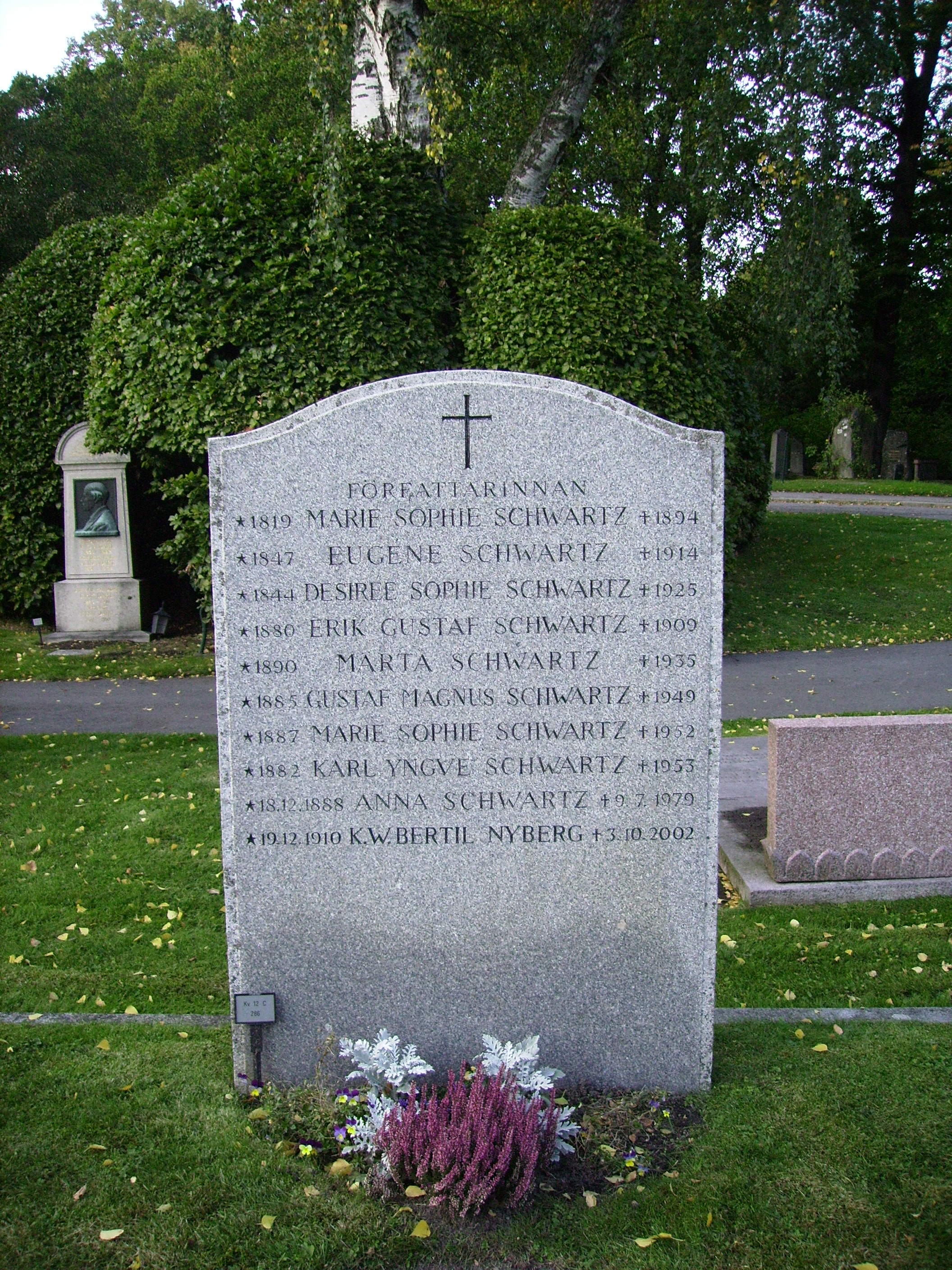
Надгробный памятник Мари Софи Шварц

Богатые родственники в 1833 году отдали Мари Софи учиться в пансион для девочек, где она пробыла до 1834 года. В последующие годы она брала частные уроки и оказалась талантливым живописцем. Мари Софи прекратила занятия живописью в 1837 году после болезни, отдав предпочтение литературному творчеству.
С 1840 по 1858 год Мари Софи жила с Густавом Магнус Шварцем (1783—1858, Gustaf Magnus Schwartz), профессором физики и техники. К тому времени Густав Магнус уже состоял в официальном католическом браке и не мог жениться на Мари Софи. Тем не менее они жили вместе открыто, как супруги, и Мари Софи часто упоминалась, как миссис Шварц, несмотря на то что не брала его фамилию. У них было двое сыновей, Густав Альберт Шварц и Евгений Шварц.
С юношеских лет Мари-Софи Шварц писала литературные произведения, но ей не разрешали публиковаться. Дебютировала Мари-Софи в 1851 году под псевдонимом Fru M.S.S. («Mrs M.S.S»). Она стала второй женщиной после Wendela Hebbe, которой дали работу в шведской газете. Мари-Софи работала с 1851 по 1859 год, выпуская городскую газету Svenska Tidningen Dagligt Allehanda.
После смерти Г. Шварца Мари-Софи жила в Стокгольме с Emelie Krook (1828—1889). В 1876 году она прекратила свою литературную карьеру.

## Литературная карьера
Мари-Софи Шварц была плодовитым писателем, особенно после смерти в 1858 году Густава Магнуса Шварца, после чего она была вынуждена надеяться только на себя. Она опубликовала множество романов в книгах и брошюрах, принимала участие в обсуждениях социальной несправедливости и женских прав.
Её романы часто отображали конфликты между классами, они переводились на датский, немецкий, французский, английский, голландский, чешский, венгерский и польский языки. Среди ее работ был роман «Mannen av börd och qvinnan af folket», написанный в 1858 году, в котором она критиковала привилегии дворянства.